# Alice in Wonderland (filme de 1976)
Alice in Wonderland (as vezes chamado de Alice in Wonderland: An X-Rated Musical Comedy) é uma comédia musical e filme pornográfico de 1976, levemente baseado no romance de Lewis Carroll Alice's Adventures in Wonderland. Foi dirigido por Bud Townsend e estrelou Kristine De Bell como Alice. O filme foi favoravelmente resenhado pelo crítico cinematográfico Roger Ebert em 1976.
O filme inicialmente recebeu uma classificação X rating (apenas para adultos) em 1976 e subsequentemente, um R rating (menores de 17 anos devem estar acompanhados por um adulto com mais de 21 anos) um ano depois que três minutos foram cortados do filme. Depois for relançado em VHS com um texto precedendo o filme avisando que enquanto imagens mais hardcore foram feitas, a filmagem "não pode ser incluída" na versão final.[carece de fontes?]

## História
Após rejeitar os avanços de seu namorado, William (Ron Nelson), a tímida bibliotecária Alice acaba adormecendo enquanto lê Alice in Wonderland. O Coelho Branco aparece à ela em um sonho e ela o seque até um estranho País das Maravilhas. Encontrando-se numa sala e sendo muito grande para passar numa porta pequena, Alice bebe uma poção que a faz encolher, enquanto seu vestido permanece do mesmo tamanho, deixando-a nua. Enquanto persegue o Coelho, ela caí num rio e começa a se afogar, mas é salva por um grupo de habitantes locais. Depois de fazer amizade com eles, Alice é presenteada com um (apesar de bem revelador) vestido, antes de retornar à sua busca pelo Coelho. Enquanto caminha pela floresta, ela começa a experimentar sua sexualidade ao despir-se e masturbar-se. O Coelho a encontra e a leva para conhecer o Chapeleiro Louco.
Depois de ficar inicialmente desconfortável quando o Chapeleiro mostra seu pênis à ela, Alice ultimamente realiza sexo oral nele. Ela então é chamada para ajudar Humpty Dumpty, que havia caído de um muro, fazendo-o perder a sua habilidade de ter uma ereção. A situação é arrumada quando Alice realiza sexo oral em Dumpty. Ela é tão levada para conhecer os irmãos Tweedledee e Tweedledum, a quem ela assiste tendo uma relação sexual incestuosa. Seguindo esse encontro, Alice, O Coelho Branco e o Chapeleiro Louco continuam ao King's Ball. No caminho, eles passam por um casal fazendo sexo num campo aberto; Alice os castiga, mas é ignorada. Na corte real, o Rei conversa com Alice, falando com ela sobre autoempoderamento e ignorar os julgamentos dos demais; ele ultimamente a seduz.
A Rainha aparece de repente, pegando Alice e o Rei juntos na cama. Um julgamento apressado é realizado e Alice é "condenada" por ser uma virgem. Como punição, a Rainha ordena à Alice fazer sexo com ela. Um número de escapadas sexuais ocorrem entre vários personagens enquanto Alice prepara-se para realizar sua sentença, incluindo um breve encontro lésbico entre Alice e as empregadas da Rainha. Alice e a Rainha realizam sexo lésbico, mas como resultado da Cunilíngua que ela recebe de Alice, a Rainha experimenta um orgasmo tão forte que brevemente a incapacita. O Chapeleiro Louco e o Coelho Branco ajudam Alice fugir da Rainha, quem persegue sem sucesso.
Acordando de seu sonho e então voltando ao mundo real, Alice reencontra William. Tenho experimentando seu despertar sexual enquanto estava no País das Maravilhas, Alice aceita os avanços de William e eles fazem sexo na biblioteca. Na sequência de encerramento, Alice viaja nua ao País das Maravilhas antes de que ela e William fossem para sua nova casa onde eles vivem "felizes para sempre."

## Elenco
- Kristine De Bell como Alice
- Alan Novak como o Chapeleiro Louco
- Larry Spelman como o Coelho Branco
- Ron Nelson como William
- Bucky Searles como Humpty Dumpty / Irmão da Rainha de Copas
- Gila Havana como a Garota do Cavaleiro Negro
- J.P. Paradine como Juiz / Scrugg
- Bree Anthony e Tony Richards como Tweedledum e Tweedledee
- Angel Barrett
- Nancy Dare como Nurse
- Bruce Finklesteen como o Cavaleiro Negro
- Juliet Graham como a Rainha de Copas
- Terri Hall como Nurse
- Astrid Hayase como Tart
- John Lawrence como o Rei de Copas
- Ed Marshall
- Melvina Peoples
- Marcia Raven
- Chris Steen as Oogaloo
- Jason Williams (aparição especial) como o Cavaleiro Branco

## Números musicais
- "Whole New World"
- "(Guess I Was Just Too Busy) Growing Up"
- "If You Haven't Got Dreams, You Ain't Got Nothing (19 Going on 90)"
- "His Ding-A-Ling Is Up"
- "Tweedledee and Tweedledum's Song"
- "What's a Nice Girl Doin' with a Knight?"
- "Cards, Cards, Cards"
- "Make Each and Every Movement Count"
- "Happy Love"
- "Whole New World" (Reprise)

## Produção
O filme foi produzido pelo mogul do filme adulto William Osco, o produtor de um dos primeiros filmes adultos mainstream, Mona (1970), e sua continuação Harlot (1971), como também Flesh Gordon (1974). Osco escolheu fazer, como seu próximo projeto, uma versão musical adulta do romance de Lewis Carroll, ao descobrir que os direitos da história estavam em domínio público. O resultado foi um longa para maiores de dezoito que foi escolhido pela 20th Century Fox, que cortou três minutos para deixá-lo rated R.
O filme foi feito em Athens, Nova Iorque e Plainview, Nova Iorque durante dez dias.

## Lançamento
Alice in Wonderland foi lançado nos cinemas americanos no dia 10 de dezembro de 1976. O filme lucrou mais de 90 milhões de dólares globalmente.
Alice in Wonderland foi lançado durante a Golden Age of Porn (inalgurado pelo lançamento do Blue Movie de Andy Warhol em 1969) nos Estados Unidos, na época do "porno chic", no qual filmes adultos eram amplamente divulgados, discutidos publicamente por celebridades (como Johnny Carson e Bob Hope) e eram levados a sério por críticos cinematográficos.

### Home media
O filme circulou numa versão rated R em formato VHS pela Media Home Entertainment, enquanto a versão hardcore também estava disponível em VHS. Ambos já saíram de produção.
Em fezembro de 2007, a empresa de Underground film, Subversive Cinema, lançou um DVD contendo o original rated-X e a hardcore, completamente restaurados, e disponíveis através de lojas de varejo de DVD.

## Musical Off-Broadway
Em 2007, um musical Off-Broadway baseado nesse Alice in Wonderland foi apresentado no Kirk Theatre na Cidade de Nova Iorque. Osco foi creditado por escrever o livro. O show foi chamado de Alice in Wonderland: An Adult Musical Comedy e nos folhetos anunciando-o foram escritos "Apenas para Audiências Maduras". O show foi realizado num Trailer park em Weehawken, Nova Jérsei.
- Este artigo foi inicialmente traduzido, total ou parcialmente, do artigo da Wikipédia em inglês cujo título é «Alice in Wonderland (1976 film)».